# Carlos Vela
Carlos Alberto Vela Garrido, född 1 mars 1989, är en mexikansk fotbollsspelare. Han spelade mellan 2007 och 2018 för det mexikanska landslaget. 

## Klubbkarriär
Vela började sin fotbollskarriär i Guadalajara. 2005 kom han i kontakt med Arsenal. Innan Vela kunde få ett brittiskt arbetstillstånd var han utlånad till Salamanca och Osasuna i Spanien. Vela gjorde sitt första mål och hattrick i sin första match för Arsenal den 28 juli 2008. Den 28 januari 2011 gick Vela på lån till West Bromwich för resten av säsongen. Under Arsenals försäsongsturné i Asien inför säsongen 2011/12 gjorde Vela mål i båda träningsmatcherna mot Malaysia XI (4-0) och Hangzhou Greentown (1-1).
Inför säsongen 2018 gick han till den nybildade klubben Los Angeles FC i Major League Soccer (MLS) som klubbens första spelare någonsin. Han satte 2019 nytt MLS-rekord med 34 mål under grundserien och utsågs till ligans mest värdefulla spelare (MVP).

## Landslagskarriär
Vela var med det mexikanska U17-landslaget och vann U17-VM, där han även fick ta emot priset för bäste målskytt i turneringen. Carlos Vela och Giovani dos Santos var två mycket tongivande spelare i detta vinnande lag.

## Familj
Carlos Vela har en fem år äldre bror, Alejandro Vela, som också spelar fotboll.